# Liste der Straßen und Plätze in Unkersdorf

Lage der Gemarkung Unkersdorf in Dresden

Die Liste der Straßen und Plätze in Unkersdorf beschreibt das Straßensystem im Dresdner Ortsteil Unkersdorf mit den entsprechenden historischen Bezügen. Aufgeführt sind Straßen, die im Gebiet der Gemarkung Unkersdorf liegen. Kulturdenkmale in der Gemarkung Unkersdorf sind in der Liste der Kulturdenkmale in Unkersdorf aufgeführt.
Unkersdorf ist Teil des statistischen Stadtteils Gompitz/Altfranken und der Ortschaft Gompitz der sächsischen Landeshauptstadt Dresden. Im Osten der Unkersdorfer Flur liegt das Autobahndreieck Dresden-West, an dem die Bundesautobahn 17 (Europastraße 55) von der Bundesautobahn 4 (Europastraße 40) in südlicher Richtung nach Prag abzweigt. Wichtigste Straße für den Ortsverkehr ist die Straße Am Schreiberbach. Insgesamt gibt es in Unkersdorf elf benannte Straßen, die in der folgenden Liste aufgeführt sind.

## Legende
Die nachfolgende Tabelle gibt eine Übersicht über die vorhandenen Straßen und Plätze im Ortsteil sowie einige dazugehörige Informationen. Im Einzelnen sind dies:
- Name/Lage: Aktuelle Bezeichnung der Straße oder des Platzes sowie unter ‚Lage‘ ein Koordinatenlink, über den die Straße oder der Platz auf verschiedenen Kartendiensten angezeigt werden kann. Die Geoposition gibt dabei ungefähr die Mitte der Straße an.
- Länge/Maße in Metern: Die in der Übersicht enthaltenen Längenangaben sind nach mathematischen Regeln auf- oder abgerundete Übersichtswerte, die in Google Earth mit dem dortigen Maßstab ermittelt wurden. Sie dienen eher Vergleichszwecken und werden, sofern amtliche Werte bekannt sind, ausgetauscht und gesondert gekennzeichnet. Bei Plätzen sind die Maße in der Form a × b dargestellt. Der Zusatz ‚im Stadtteil‘ bzw. ‚im Ortsteil‘ gibt an, wie lang die Straße innerhalb des Stadt-/Ortsteils ist, sofern sie durch mehrere Stadt-/Ortsteile verläuft.
- Namensherkunft: Ursprung oder Bezug des Namens.
- Jahr der Benennung: Zeitpunkt, zu dem die Straße ihren heute gültigen Namen erhielt (sofern bekannt).
- Anmerkungen: Weitere Informationen bezüglich anliegender Institutionen, der Geschichte der Straße, historischer Bezeichnungen, Baudenkmalen usw.
- Bild: Foto der Straße.

## Straßenverzeichnis
| Name/Lage                      | Länge/Maße | Namensherkunft                                                                            | Jahr der Benennung | Anmerkungen | Bild                                     |
| ------------------------------ | ---------- | ----------------------------------------------------------------------------------------- | ------------------ | --- | ---------------------------------------- |
| Am Schreiberbach Lage          |            | Schreiberbach, Zufluss des Oberen Staubeckens des Pumpspeicherwerks Niederwartha          |                    | Die Straße Am Schreiberbach ist ein Abschnitt der Kreisstraße K 6240. | Am Schreiberbach mit Unkersdorfer Kirche |
| Am Steinhübel Lage             |            | Flurname Steinhübel                                                                       |                    | Der Steinhübel, auch Steinberg, ist eine Erhebung am Westrand der Flur von Steinbach, südwestlich von Unkersdorf. Die Straße Am Steinhübel verbindet Unkersdorf und Kesselsdorf.     |                                          |
| Am Wetterbusch Lage            |            | Flurname Wetterbusch                                                                      |                    | |                                          |
| Hühndorfer Weg Lage            |            | Hühndorf, nordwestlich benachbarter Ortsteil von Klipphausen                              |                    | |                                          |
| Kaufbacher Weg Lage            |            | Kaufbach, westlich benachbarter Ortsteil von Wilsdruff                                    |                    | |                                          |
| Rennersdorfer Hauptstraße Lage |            | Hauptstraße in Rennersdorf                                                                |                    | Die Rennersdorfer Hauptstraße verbindet die Unkersdorfer Flur über Rennersdorf mit Brabschütz.                                                                                       |                                          |
| Roitzscher Landstraße Lage     |            | Landstraße, die nach Roitzsch führt                                                       |                    | Die Roitzscher Landstraße verbindet Podemus über Roitzsch mit Unkersdorf. Zwischen Unkersdorf und Roitzsch ist sie Teil der Kreisstraße K 6240.                                      |                                          |
| Schwarmweg Lage                |            | Flurname Schwärme                                                                         |                    | Die Schwärme sind die Feldfluren um das Autobahndreieck Dresden-West zwischen Rennersdorf und Roitzsch. Nach ihnen ist auch die Straße Zum Schwarm in Brabschütz benannt.            |                                          |
| Steinbacher Grundstraße Lage   |            | Verlauf eines Abschnitts der hauptsächlich in Steinbach gelegenen Straße im Zschonergrund |                    | Der Zusatz Steinbacher wurde nach der 1999 erfolgten Eingemeindung nach Dresden notwendig, da es in der Landeshauptstadt zwischen Loschwitz und Bühlau bereits eine Grundstraße gab. |                                          |
| Teichweg Lage                  |            | Dorfteich                                                                                 |                    | |                                          |
| Weistropper Weg Lage           |            | Weistropp, Ortsteil von Klipphausen                                                       |                    | |                                          |